# Ssshhhiiittt!
«ssshhhiiittt!» (стилизованное «shit!» — с англ. «дерьмо!») — российская Рок-группа, основанная Никитой Кисловым в 2015 году. Группа набрала популярность к 2017 году, в частности, посредством социальной сети «ВКонтакте».

## История
Никита Кислов родился в Ростове и жил в небогатой семье. В подростковом возрасте начал увлекаться музыкой. Особенно на становление его как вокалиста и автора повлияло творчество группы «Валентин Стрыкало».
Фишка, которую я для себя открыл через «Стрыкало», — что можно петь на русском, ругаться матом в музыке, говорить разную фигню.Никита Кислов в интервью The Village
Первые три песни Кислов выложил в своем паблике «ВКонтакте» под псевдонимом «Purple wife», позже взял псевдоним «Дерево луч» затем уже «shit shit shit!», собрав первый состав группы. Название группы придумала девушка Никиты. После, чтобы творчество группы было легче найти в интернете, название изменили на «ssshhhiiittt!». Первые концерты проходили в родном городе, но популярности на тот момент группа не имела. Однако на первый концерт в Ярославле публика уже специально пришла в бар ради «ssshhhiiittt!».
Кислов одновременно с музыкальной карьерой поступил на экономический факультет в Ярославском педагогическом университете. Позже он бросил учебное заведение из-за нежелания работать экономистом, после чего группа переехала в Москву. Состав группы в этот период часто менялся.
В 2017 году было выпущено три студийных альбома группы: «Я так ненавижу это», «Первая жизнь» и «Вторая жизнь».
В 2018 году группа выпустила один EP «Середина грустных лет», а также две пластинки — «Remastered» и «Зло».
В 2019 году «ssshhhiiittt!» выпустили альбом «Последнее лето», который был разделён на две части (первая вышла в июне, вторая в сентябре). Композиция «Танцы» из второй части стала главным хитом группы, набрав свыше 40 миллионов прослушиваний на стриминговом сервисе Spotify, а также попав в «Топ-5 треков, которыми делились в Instagram в 2020 году» по версии Spotify.
В 2020 году был выпущено 3 сингла группы — «Радио волн», «Айсберг» и «Домой». Два последних вошли в шестой студийный альбом «Третья жизнь». Пластинка попала на 17 место в чарте альбомов Apple Music, а трек «Засыпай» собрал свыше 10 миллионов прослушиваний в Spotify. На интервью, Кислов сказал, что альбом основан на сильном разочаровании в самом себе, в частности, из-за разрыва отношений с девушкой, с которой он прожил вместе несколько лет.
После годового перерыва, в 2022 году группа выпустила два сингла — «Солнечный свет» и «Никто», в апреле и мае соответственно.
23 июня 2022 года выходит альбом под старым названием группы «shit shit shit!» — «SUNSAD» (помимо этого альбома, под старым названием выходили ещё два: «Ничего страшного» (2018) и «ACIDSUN» (2020)).
21 июля 2023 года группа выпустила альбом «rawlove», в котором поменяла стиль исполнения и экспериментировала со звучанием.

5 ноября 2024 года группа выпустила EP "69" в котором продолжились эксперименты со звучанием и стилем 

## Состав группы
- Никита Кислов — вокалист, гитарист
- Иван Грачёв — гитарист
- Александр Камод — ударные
- Артём Яшуков — басист

### Бывшие участники
- Виталий Исаков — гитарист
- Артём Беркун — басист
- Глеб Колязин — барабанщик

## Дискография

### Альбомы
2015 — «EP #1»
- 2015 — «Первая жизнь»
- 2016 — «Я так ненавижу это»
- 2017 — «Вторая жизнь»
- 2018 — «Remastered»
- 2018 — «Зло»
- 2020 — «ACIDSUN» (под старым названием группы «shit shit shit!»)
- 2020 — «Третья жизнь»
- 2022 — «SUNSAD» (под старым названием группы «shit shit shit!»)
- 2023 — «rawlove»

### Мини-альбомы
- 2018 — «Середина грустных лет»

- 2018 — «Ничего страшного» (под старым названием группы «shit shit shit!»)
- 2019 — «Последнее лето (Часть 1)»

- 2019 — «Последнее лето (Часть 2)»

- 2024 — «69»

### Синглы
- 2020 — «Радио волн»
- 2020 — «айсберг»
- 2020 — «домой»
- 2022 — «солнечный свет»
- 2022 — «никто»
- 2023 — «но ты»